# Armentía (Burgos)
Armentía (Armentia o Armentia Trebiñu en euskera) es una localidad del municipio burgalés de Condado de Treviño, en la Comunidad Autónoma de Castilla y León (España). 
La iglesia está dedicada a la Asunción.

## Localidades limítrofes
Colinda con las siguientes localidades:
- Al noreste con Uzquiano.
- Al este con Pedruzo.
- Al sureste con Argote.
- Al suroeste con Arana.
- Al oeste con Moscador de Treviño.
- Al noroeste con Franco.

## Demografía
Evolución de la población
| Gráfica de evolución demográfica de Armentía entre 2000 y 2017     |
|                                                                    |
| Población de derecho (2000-2017) según el padrón municipal del INE |

## Cultura

### Patrimonio material
- Parroquia de Ntra. Sra de la Asunción. El templo original, de planta rectangular y construido a mediados del siglo XVI, está en estado ruinoso, y su mobiliario no se ha conservado en la nueva iglesia del siglo XX. Presenta bóvedas de crucería en los dos primeros tramos y de arista en el coro, con un retablo mayor neoclásico de principios del siglo XIX sin gran interés escultórico. En la sacristía, del siglo XVIII, destacan tallas de San Juan Bautista y San Juan Evangelista del siglo XVII.[4]